# Lago Lolog
Lolog es un lago ubicado entre el departamento Lácar y el Huiliches de la provincia del Neuquén, Argentina. La localidad más cercana es la ciudad de San Martín de los Andes, ubicada a 12 km.
Es un lago de origen glaciar con tres afluentes principales, los arroyos Boquete, Nalca y Auquinco. El efluente es el río Quilquihue en el sureste del lago. Ocupa un estrecho valle perpendicular a la Cordillera de los Andes. Está rodeado de un denso bosque andino patagónico, formado especialmente por coihues, ñires, raulíes, lengas y cipreses. La perca boca chica (Percichthys trucha) es la única especie nativa identificada entre la fauna acuática del lago.
El lago es accesible por medio de dos buenos caminos de ripio, que lo comunican con las cercanas ciudades de Junín de los Andes y San Martín de los Andes.[cita requerida]
Está parcialmente ubicado dentro del parque nacional Lanín y, en esas zonas, la flora y fauna originales se conservan en buen estado. Pero la costa este, la más baja, es de propiedad privada; existen en ella algunas estancias dedicadas a la ganadería, y una incipiente villa turística, que lleva el nombre del lago. En esta villa, la destrucción de los bosques nativos y la introducción de especies muy agresivas, especialmente pinos, amenaza seriamente el ambiente natural de la zona. La invasión de especies foráneas podría estar expandiéndose por medio de semillas por la superficie del lago, causando daños a todo el entorno.[cita requerida]

En distintos puntos del entorno de costa del lago, las márgenes del río Quilquihue y otras zonas de la cuenca, se desarrollan emprendimientos inmobiliarios de tipo turístico. El lago Lolog es la principal fuente de suministro de agua potable de la ciudad de San Martín de los Andes. La posibilidad de urbanización de su cuenca representa una amenaza potencial de contaminación del lago y el río efluente.
Este lago es un destino buscado y prestigioso para la pesca de truchas, lo mismo que el río Quilquihue, que desagua el lago hacia el río Chimehuin.